# Centaurea sagredoi
Centaurea sagredoi là một loài thực vật có hoa trong họ Cúc. Loài này được Blanca mô tả khoa học đầu tiên năm 1980.